# 北庭大都护府
北庭大都护府，原北庭都护府，是中国唐朝设立于西域天山以北的军政机构，管理区域东起伊吾，西至咸海一带，北抵额尔齐斯河到巴尔喀什湖一线，南至天山。府治在庭州（今中国新疆吉木萨尔北庭鎮北庭故城遗址）。

## 历史
贞观二十年四月（公元646年），西突厥泥伏沙钵罗叶护阿史那贺鲁率众内附，设庭州以置其部落。唐高宗显庆二年十二月（公元657年年末至公元658年年初），苏定方破西突厥沙钵罗可汗，分其地置濛池都护府、崑陵都护府，隶于安西大都护府。公元703年1月7日，武则天长安二年十二月戊申，农历十二月十六日，上两都护府改置为北庭都护府，治于庭州。709年，北庭都护府升为大都护府，和安西大都护府平级，分管天山南北。
唐朝在当地推行二元化管理，在汉族集中居住的地区，推行和内地一致的均田制、租庸调制、府兵制和行政区划。在其他区域维持当地民族的行政管理制度，仅假以其首领唐朝官职名号，以示羁縻。辖区内的游牧民族主要有：突骑施、坚昆和斩啜。唐德宗贞元六年（790年），吐蕃攻占庭州，北庭大都护府遂废。目前，北庭都护府遗址仍存，为全国重点文物保护单位。

## 行政区划
全盛时期，北庭都护府下辖庭州（金满、轮台、蒲类三县）；瀚海、天山、伊吾三军；以及盐治州、盐禄州、阴山州、大漠州、轮台州、金满州、玄池州、哥系州、咽面州、金附州、西盐州、东盐州、叱勒州、迦瑟州、冯洛州和孤舒州等十六个羁縻州：

### 州县
| 军县   | 现在地名 | 备注     |
| ------ | --- | -------- |
| 金满县 | 昌吉回族自治州吉木萨尔县北庭故城遗址 |          |
| 蒲类县 | 昌吉回族自治州奇台县唐朝墩古城遺址 |          |
| 轮台县 | 县治： 一说在昌吉回族自治州昌吉市昌吉古城遗址 一说在昌吉回族自治州吉木萨尔县北庭故城遗址 一说在米泉古城 一说在乌鲁木齐市天山区的乌拉泊古城 |          |
| 西海县 | 县治： 一说在乌鲁木齐市天山區乌拉泊古城 一说在乌鲁木齐市达坂城区盐湖之破城子                                                               | 762年置  |
| 伊吾军 | 哈密市巴里坤县萨尔乔克乡 | 开元中置 |
| 清海军 | 塔城地区沙湾市金沟河镇 | 天宝中置 |
| 静塞军 | 昌吉回族自治州玛纳斯县乐土驿镇 | 771年置  |

### 都督府
| 都督府       | 州名   | 现在地名                                    | 原部落                     |
| ------------ | ------ | ------------------------------------------- | -------------------------- |
| 金满州都督府 | 金满州 | 新疆吉木萨尔县北庭镇三十户村                | 以处月部置                 |
| 金满州都督府 | 蒲类州 | 新疆木垒县雀仁乡                            | 以处月部置                 |
| 沙陀州都督府 | 沙陀州 | 新疆伊吾县伊吾镇                            | 以处月别部沙陀置           |
| 沙陀州都督府 | 鸡洛州 | 蒙古国戈壁阿尔泰省                          | 以𨁂跌部置                 |
| 火拔州都督府 | 火拔州 | 蒙古国科布多省南                            | 以葛逻禄多真部置           |
| 火拔州都督府 | 葛禄州 | 蒙古国科布多省                              | 以葛逻禄左厢置             |
| 大漠州都督府 | 大漠州 | 新疆福海县                                  | 以葛逻禄炽俟部置           |
| 金附州都督府 | 金附州 | 新疆布尔津县                                | 以葛逻禄炽俟别部置         |
| 玄池州都督府 | 玄池州 | 哈萨克斯坦東哈薩克斯坦州斋桑縣              | 以葛逻禄踏实力部置         |
| 玄池州都督府 | 玛勒州 | 哈萨克斯坦東哈薩克斯坦州库尔丘姆            | 以葛逻禄踏实力别部置       |
| 阴山州都督府 | 阴山州 | 新疆额敏县额敏镇叶密立古城                  | 以葛逻禄谋落部置           |
| 咽面州都督府 | 咽面州 | 哈萨克斯坦阿拉木圖州于恰拉尔                | 以突厥咽面部置             |
| 咽面州都督府 | 金牙州 | 哈萨克斯坦阿拉木圖州塔尔迪库尔干            | 以突厥咽面别部置           |
| 崑陵州都督府 | 崑陵州 | 新疆伊宁县吐鲁番于孜乡金城遗址              | 以阿史那弥射部（弓月部）置 |
| 崑陵州都督府 | 车簿州 | 哈萨克斯坦阿拉木圖州潘菲洛夫                | 以车鼻施部置               |
| 崑陵州都督府 | 热海州 | 哈萨克斯坦阿拉木图州春贾                    | 以车鼻施部別種置           |
| 雙河州都督府 | 雙河州 | 新疆博樂市西5公里唐城遗址                   | 以攝舍提之暾部置           |
| 鹽泊州都督府 | 鹽泊州 | 新疆克拉玛依市                              | 以胡祿屋之闕部置           |
| 匐延州都督府 | 匐延州 | 新疆乌苏县                                  | 以處木昆部置               |
| 鷹娑州都督府 | 鷹娑州 | 新疆和静县巴音布鲁克区                      | 以鼠尼施之處半部置         |
| 潔山州都督府 | 潔山州 | 新疆特克斯县                                | 以突騎施之阿利施部置       |
| 嗢鹿州都督府 | 嗢鹿州 | 哈萨克斯坦阿拉木圖州阿拉木圖                | 以突騎施之索葛莫賀部置     |
| 嗢鹿州都督府 | 特伽州 | 哈萨克斯坦阿拉木圖州乌尊阿加奇              | 以突騎施之索葛莫賀部置     |
| 濛池州都督府 | 濛池州 | 吉尔吉斯斯坦楚河州托克马克市阿克·贝希姆遺址 | 以阿史那步真部置，今碎叶城 |
| 濛池州都督府 | 叱勒州 | 吉尔吉斯斯坦比什凯克西                      | 以阿史那步真部置           |
| 濛池州都督府 | 碎叶州 | 吉尔吉斯斯坦伊塞克湖州巴雷克奇              | 以车鼻施部別種置           |
| 颉利州都督府 | 颉利州 | 吉尔吉斯斯坦伊塞克湖州波克罗夫卡            | 以拔塞干部置               |
| 迦瑟州都督府 | 迦瑟州 | 吉尔吉斯斯坦纳伦州纳伦                      | 以拔塞干部別種暾沙钵部置   |
| 俱兰州都督府 | 俱兰州 | 吉尔吉斯斯坦楚河州坎特                      | 以阿悉结阙部置             |
| 千泉州都督府 | 千泉州 | 哈萨克斯坦江布尔州卢戈沃耶卡缅卡            | 以阿悉结泥熟部置           |
| 哥系州都督府 | 哥系州 | 哈萨克斯坦塔拉斯州塔拉斯                    | 以哥舒阙部置               |
| 答烂州都督府 | 答烂州 | 哈萨克斯坦江布尔州                          | 以哥舒阙部置               |
| 孤舒州都督府 | 孤舒州 | 哈萨克斯坦奇姆肯特                          | 以哥舒处半部置             |
| 盐禄州都督府 | 盐禄州 | 哈萨克斯坦克孜勒奥尔达州克孜勒奥尔达        | 以哥舒处半部置             |
| 东盐州都督府 | 东盐州 | 哈萨克斯坦克孜勒奥尔达州朱萨雷              | 以哥舒处半部置             |
| 西盐州都督府 | 西盐州 | 哈萨克斯坦克孜勒奥尔达州阿拉爾              | 以哥舒处半部置             |

## 历任北庭都护
- 解琬（武周末年神龙初年）
- 楊何（706年—709年）
- 吕休璟（710年—712年）
- 阿史那献（712年—714年）
- 郭虔瓘（714年—715年）
- 汤嘉惠（715年—717年）
- 郭虔瓘（718年）
- 张孝嵩（718年—722年）
- 杨楚客（722年）
- 杜暹（724年—726年）
- 赵颐贞（726年—728年）
- 来曜（730年—731年）
- 郑观（731年—732年）
- 刘涣（733年—734年）
- 盖嘉运（734年—740年）
- 王正见（748年—751年）
- 程千里（753年—754年）
- 封常清（754年—755年）
- 李嗣业（757年遥领）
- 荔非元礼（759年遥领）
- 李僴（760年遥领）
- 杨预（乾元上元年间）
- 朱某（765年）
- 周逸（765年）
- 杨休明（767年—769年）
- 李元忠（770年？—786年）
- 杨袭古（786年—790年）[1]

## 参閱
- 安西都护府、瀚海都护府、濛池都护府
- 单于都护府、安北都护府、镇北都护府